# Арнальдо Бенфенаті
Арнальдо Бенфенаті (італ. Arnaldo Benfenati, 26 травня 1924 — 9 червня 1986) — італійський велогонщик.
Срібний призер Олімпійських Ігор 1948 року в командній гонці переслідування.